# Víctor García Blázquez
Víctor García Blázquez (Madrid, 13 de marzo de 1985) es un atleta español. Consiguió la medalla de bronce en los Campeonatos Europeos de Helsinki (2012) en 3.000m obstáculos y representó a España en los Juegos Olímpicos de Londres 2012, en esta disciplina. Ha sido 5 veces internacional para la selección española de Atletismo entre los años 2011 y 2012.
Se proclamó campeón de España Absoluto de 3.000 m en pista cubierta en 2012 y previamente en 2006-2007 fue Campeón de España Promesa en 3000 m obstáculos.

## Biografía
Víctor García nació en Madrid el 13 de marzo de 1985 y vive en Rivas-Vaciamadrid. Se licenció en Ciencias de la Actividad Física y el Deporte (INEF) por la Universidad Politécnica de Madrid en el año 2011. Y consiguió el título de Entrenador Nacional de Atletismo en 2012.
Víctor García comenzó en el mundo del atletismo en el año 2001, cuando contaba con 16 años de edad. Fue introducido por su padre, gran aficionado a las carreras populares. Hasta ese momento, jugaba en un equipo de fútbol (Escuela de Fútbol de Rivas), y compaginaba los entrenamientos de fútbol con las carreras populares a las que le llevaba su padre. Compitió en muchas de ellas y consiguió ganar numerosos trofeos en categorías infantiles.
En el año 2001 decidió apuntarse a la Escuela de Atletismo de Rivas, dirigida por Javier Elcoro, quién forjó los cimientos de un atleta que pronto empezó a cosechar triunfos en campeonatos de Madrid y después de España.
A la edad de 21 años comenzó a entrenar en C.A.R Blume Madrid, donde bajo las enseñanzas de su entrenador Dionisio Alonso llegó a realizar con 22 años una marca de 8:30 en los 3.000 metros obstáculos, siendo 4º de Europa en categoría sub-23, y quedando 6º en el Campeonato de España absoluto, ganando a gente de la talla de Luis Miguel Martín Berlanas.
En septiembre de 2007 una fascitis plantar le mantiene apartado de la competición durante un año y tres meses, momento en el que se planteó una retirada del atletismo profesional. Pero gracias al apoyo recibido por parte de fisioterapeuta Raúl Martínez consiguió salir adelante y poco a poco ir cogiendo forma.
El 2009 fue un año de transición, y en 2010 consiguió nuevamente la forma, realizando 7:58 en 3.000 metros en pista cubierta y 8:26 en 3.000 obstáculos. Siendo Subcampeón de España absoluto en Avilés en los 3.000 metros obstáculos.
En 2011 consigue acreditar una marca de 7:51 en 3.000 metros en pista cubierta, convirtiéndose en subcampeón de España en esta disciplina, tras un grande como Jesús España, lo que le permitió participar en el campeonato de Europa de pista cubierta celebrado en París en 2011.
En 2012 consigue realizar una magnífica temporada, convirtiéndose en Campeón de España Absoluto en 3000 metros en pista cubierta. Consigue también la medalla de Bronce en los 3.000 metros obstáculos en el Campeonato de Europa de Helsinki, en una épica carrera en la que casi consigue coronarse como campeón de Europa, con la mala suerte de tropezar en el último obstáculo.
Este mismo año representa a España en los Juegos Olímpicos de Londres 2012, y consigue como colofón a una brillante temporada ser proclamado por la RFEA segundo mejor atleta del año, por detrás de Miguel Ángel López.

## Marcas personales
- 8:15.20 en 3000 m Obstáculos (2012)
- 7:51.95 en 3000 m (2011)

## Historial español
- Campeón de España Absoluto de 3000 m en pista cubierta (2012)
- Campeón de España Promesa en 3000 m obstáculos (2006-2007)

## Historial Internacional
- JJ. OO.  Londres  (2012)     3000 m Obst. (e3/abandono)
- CM    Daegu    (2011)     3000 m Obst. (5e1/8:28.97)
- CE    Helsinki (2012)     3000 m Obst. (3º/8:35.87)
- CMpc  Estambul (2012)     3000 m       (7e2/7:59.85)
- CEpc  París    (2011)     3000 m       (7e3/8:11.31)
- CE23  Debrecen (2007)     3000 m Obst. (4º/8:36.62)
- Univ  Bangkok  (2007)     3000 m Obst. (12º/8:50.31)